# 19 мая (стадион)
Стадион «19 мая» (тур. Ankara 19 Mayıs Stadyumu) — стадион в Турции, домашний стадион вместимостью 19 209 мест для футбольных клубов Анкары: «Генчлербирлиги» и «Анкарагюджю». Он был построен в 1936 году и является частью спортивного комплекса «19 мая». Стадион назван в честь 19 мая 1919 года, когда Мустафа Кемаль Ататюрк достиг Самсуна, чтобы начать турецкую Освободительную войну за независимость.
8 июля 1954 года на стадионе прошла первая игра при искусственном освещении между клубами «Анкара Демирспор» и «Генчлербирлиги», которая закончилась вничью со счётом 2:2.

## Строительство стадиона
Тендер муниципалитета Анкары на постройку спортивного комплекса состоялся 16 апреля 1934 г. Оценочная стоимость проекта составила свыше 1 369 762 турецких лир. Комплекс был открыт для использования 15 декабря 1936 года. Проект Паоло Виетти-Виолы стал первым из ряда спортивных комплексов, которые являются результатом архитектурного конкурса и разработаны в Турции. Этот комплекс имеет исторически символическое значение для Турции, поскольку он является важным как по социально-культурным, так и по функциональным аспектам и был первым в своём роде.
Комплекс включал в себя легкоатлетический стадион с крытыми и открытыми трибунами и раздевалкой, ипподром, велодром, поле для регби и футбола, площадку для баскетбола, теннисные корты, тренажёрный зал, два бассейна, гардеробные, спортивные и клубные здания, отделение первой помощи и многое другое.

## Расположение
Стадион расположен в очень удобном месте, в нескольких минутах ходьбы от исторического центра Анкары и от железнодорожного вокзала. Также к стадиону можно подъехать на машине, автобусе или метро — станция Ulus находится рядом.

## Трибуны
В данный момент на стадионе используются пять трибун: Гечеконду, Маратон, Саатли, Капали и Протокол. Гечеконду, Маратон и Капали обычно занимаются болельщиками, поддерживающих домашнюю команду. Трибуну Протокол занимают высокопоставленные и официальные лица как домашней, так и гостевой команды. Саатли обычно выделяется для болельщиков гостевой команды. Самые дешёвые билеты на трибуну Гечеконду.

## Проект реконструкции стадиона
Проект реконструкции «Нового стадиона 19 мая» был представлен турецкой прессе 4 февраля 2010 года. Он представляет собой полностью крытую арену со вместимостью 20 600 зрителей.
Новый стадион будет располагаться на месте нынешнего, с востока от недавно построенного баскетбольного центра и к северу от Молодёжного парка. Новый стадион станет перспективным спортивно-оздоровительным центром.
Стадион, близкий по форме к кубу, будет эстетически и функционально вписываться в окружающее городское пространство. Он будет иметь фасад со структурой, состоящей из геометрических узоров, вдохновлённых традиционным турецким мозаичным искусством и архитектурой.